# Опацький Людвіг Антонович
Людвіг Антонович Опацький (нар. 1786 — пом. 1854) — перший міський архітектор Миколаєва (з 1831 року).
Як міський архітектор контролював стан цивільної забудови міста, а також брав участь у забудові. Дотримувався стильових принципів ампіру, використовував форми неоренесансу.
Розробив проєкт Новокупецької церкви, зведеної у 1838–1843 роках, що стала найбільшим храмом Миколаєва і мала офіційну назву Миколаївський собор Різдва Богородиці всіх Скорботних Радість (зруйнована у роки Другої світової війни). У 1865 році за проєктом Л. Опацького було побудовано дзвіницю Адміралтейського собору (розібрана у 1930 році).
Доопрацював проєкт ливарного заводу, виконаний 1840 року Карлом Акройдом.